# کرومندیک
کرومندیک (به آلمانی: Krummendiek) یک شهر در آلمان است که در اشتاینبورگ واقع شده‌است. کرومندیک ۸۱ نفر جمعیت دارد.